# 環氧合酶
環氧合酶（cyclooxygenase，COX）是一种双功能酶，可催化前列腺素（PG）生物合成反应，並可催化花生四烯酸产生前列腺素类和血栓素的反应。环氧合酶常见两种亚型，即 COX-1 和 COX-2；在發炎部位可發現大量COX-2的存在。當身體組織受到某種刺激如外傷、感染時，便會活化環氧合酶，使花生四烯酸大量轉變為PGE2、 PGF2α 及血栓素等前列腺素。
在藥理學上，抑制COX可以減輕炎症的疼痛症狀，這就是非類固醇消炎止痛藥的藥理方法。「前列腺素合成酶」，有時是用來指環氧化酶。

## 生理學
COX轉化花生四烯酸（AA，一种ω-6多不飽和脂肪酸）為前列腺素H2（PGH2），后者是前列腺系列-2的合成前体。
此酶包含兩個活性位點：一個聯接血紅素，它擁有過氧化物酶的活性，負責将 PGG2 还原为 PGH2。
另一個活性位點，如花生四烯酸轉化為氢过氧化內過氧化物前列腺素 G2（PGG2）。這個反應的進行，是通過由過氧化物酶的活性部位所产生的酪氨酸自由基從花生四烯酸夺取H原子。兩分子 O2 與花生四烯酸自由基發生反應，產生PGG2。
目前已知的有三個COX同工酶：COX-1、COX-2和COX-3 。 COX-3是一個COX-1的遺傳變異，它保留內含子（原有因子）和突變因子，因此，亦稱為COX-1B或 COX-1變異 （ COX- 1 V ）。
不同的生物組織含有不同程度的COX-1和COX-2 。雖然這兩個酶的作用，基本上以同樣的方式運作，選擇性抑制可以得出不同的副作用。 COX-1被認為是有益的酶，存在於大多數哺乳動物細胞中。
最近發現，COX-2 ，在大多數正常組織都未能找到。最近，它已被證明可在各種癌症病人中測驗出來，顯示在腫瘤病患中起重要作用。這是一個誘導酶，功能活化巨噬細胞或其他細胞，充斥於炎症組織。
COX- 1和COX-2同樣也會氧化成其他兩個必需脂肪酸-DGLA (ω-6) 和 EPA (ω-3) –得出系列-1和系列-3前列腺素，相對於系列-２前列腺酶，他們很少要引起炎症。脂肪酸-DGLA和 EPA於是成為競爭性抑製劑。這種抑製作用，使到人們以膳食來源來增加脂肪酸-DGLA和 EPA的吸收 （例如琉璃苣，魚油），減輕炎症。

## 藥理學
依據分子生物學，COX-1和COX–2有類似的分子量（分別約70及72k Da） ，並有65％的氨基酸序列的同源性和近似的活性位點。這些同工酶最顯著的差異，能夠從抑制選擇性中看到，在COX-1活性位點523會以異亮氨酸替代而COX-2 即以纈氨酸替代。COX-2酶中殘留較小val 523疏水性活性位點（Ile523原子阻礙排列） 。藥物分子，如DuP697和從它獲得的coxibs，如果鎖定這個活性位點，可以用作COX-2抑製劑 。

## 經典的非類固醇消炎止痛藥
- 阿司匹林
- 布洛芬
- 对乙酰氨基酚（扑热息痛）
- 苯海拉明

## 原始COX抑制劑 (非類固醇消炎止痛藥 ;NSAIDs）
以往COX抑製劑是沒有選擇性的（即是他們抑制所有類型的COX），有嚴重不良的副作用，如消化性潰瘍和消化不良等 。這可能是由於非類固醇消炎止痛藥“雙重襲擊”所致。除直接刺激胃粘膜（許多非甾體抗炎藥是酸）之外，同時亦抑制了有保護胃腸道的前列腺素的合成。

## 新一代的NSAIDs
選擇性抑製是新一代的NSAIDs的主要特點。因為環氧化酶-2特別會引起組織發炎，新的COX - 2抑製劑必須要減少胃的刺激，減輕了消化性潰瘍風險。環氧合酶-2選擇性抑製劑尚有其他副作用，風險是增加了腎衰竭，也有可能增加心臟病發作，血栓和中風的機會。一些經過改進的COX-2選擇性非類固醇消炎止痛藥，如塞來昔布和依托考昔（etoricoxib），仍然廣泛用在市場上。

### 心血管副作用
COX-2抑製劑已發現即使短期使用，也有增加血栓形成的風險。

## 深入阅读
- Pedro J. Silva, Pedro A. Fernandes and Maria J. Ramos (2003) A theoretical study of radical-only and combined radical/carbocationic mechanisms of arachidonic acid cyclooxygenation by prostaglandin H synthase. Theoretical Chemistry Accounts, 110, 345-351.